# Franček Pen
Franc »Franček« Pen, slovenski dijak, ministrant in kandidat za svetnika, * 9. oktober 1924, Maribor, † 12. maj 1944, Gradec.

## Življenje
Frančkova starša sta bila Jurij, rojen 15. aprila 1896 v Lovrencu na Dravskem polju, in Genovefa, rojena v družini Škof 24. decembra 1891 v Gornji Radgoni. Oba sta se v mladosti preselila v Maribor zaradi dela. Jurij je dobil zaposlitev v tovarni Hutter kot navaden delavec, Genovefa pa je služila pri mariborskih evangeličanskih Nemcih. V tem času sta se tudi spoznala. Poročila sta se 2. julija 1923 v baziliki Matere Usmiljenja, poročil ju je pater Severin Korošec. 9. oktobra 1924 se jima je kot prvi otrok rodil Franček, za njim sta prišli na svet še Fefika in Ančika. Mati si je po tihem želela, da bi sin postal duhovnik. Redno je hodila k maši v baziliko in molila za njegov duhovniški poklic.
Franček je v času vstopa v osnovno šolo postal tudi ministrant v baziliki, ki je bila za družino Pen župnijska cerkev. Takrat so stanovali Za Kalvarijo. Franček je vsako jutro pred šolo hodil ministrirat, v časih tudi k več mašam. S časoma se mu je ob tej službi izoblikovala želja po duhovništvu. Od ostalih prostočasnih aktivnosti je imel zelo rad smučanje. Po 4. razredu osnovne šole je vstopil v klasično gimnazijo. Tam se je s posebnim veseljem učil latinščino, ki mu je bila blizu iz mašnih obrazcev in nabožnih knjig. Ko je 2. septembra 1934 ministriral na novi maši patra Janeza Kolednika, je ob tej priliki spoznal njegovega brata, doktorja Ferdinanda Kolednika, duhovnika in prevajalca, ki je v tistem času služboval v Dalmaciji. On je v mladem fantu prepoznal duhovniški poklic in si od takrat stalno z njim dopisoval, tako iz Dalmacije kot tudi iz Pariza, kamor je bil premeščen dobro leto pozneje.
Leta 1941 je bil Franček ob izbruhu 2. svetovne vojne v 6. razredu gimnazije in star 16 let. Še vedno je redno ministriral, v tistem času pa je dobil tudi službo pri nekem podjetju v Mariboru. Spomladi leta 1942 je dobil Franček najprej poziv v Hitlerjevo mladino, nato pa še na nekajmesečne vojaške vaje. Na vaje je prišel v Innsbruck na Tirolskem. Takrat se je med slovenskimi fanti porajala miselnost, da bi iz nemške vojske pobegnili k partizanom in se raje žrtvovali za lasten narod. Tudi Franček, ki je v sebi gojil globoko domoljubje, je bil pripravljen na žrtev, čeprav je še vedno vztrajal pri duhovniškem poklicu. Čez poletje, ko je bil na vajah, so on in še trije fantje čakali na ugodno priložnost za pobeg. Naposled so le odšli in zaradi velike nevarnosti raje hodili po samotnih poteh in gozdovih ter se izogibali mestom in vasem. Hodili so v glavnem ponoči, čez dan pa so se skrivali. Tako so prišli na Gorenjsko, kjer ni bilo več daleč do gozdov, v katerih so se skrivali partizani. Tu so postali preveč zaupljivi v pogovorih z domačimi ljudmi in eden izmed njih, ki se je delal zavednega Slovenca, jim je obljubil, da jih bo povedel do partizanov. V resnici je bil ta človek gestapovski vohun, ki jih je izdal. Znašli so se v neki hiši med gestapovci, ki so jih začeli zasliševati. Ti so jih poslali najprej v Maribor, potem v Gradec in naposled v Innsbruck, kjer je bila njihova komanda. Tam so bili zaprti do marca 1944. 20. novembra 1943 je Ferdinand Kolednik prišel v Maribor, kjer se je oglasil tudi pri Penovih in tam zvedel za Frančkovo aretacijo. Odločil se je posredovati za Frančka, zato se je odpravil v Innsbruck, kjer pa so na upravi zavrnili njegovo prošnjo, da bi Frančka sploh obiskal. Tudi s pomočjo nekega sodnika ni uspel izposlovati nič, zato se je brez uspeha vrnil v Maribor.
3. marca 1944 je bila na vojaškem sodišču v Innsbrucku obravnava, na kateri so Frančka in tri tovariše obsodili kot dezerterje na smrt z obglavljenjem, kar je pomenilo za vojaka najsramotnejšo smrt. 17. marca so obvestilo o razsodbi prejeli tudi Frančkovi starši. Vsi štirje obsojenci so bili med tem prepeljani v zapor v Gradec. Tam sta Frančka večkrat obiskala mati in Kolednik. Slednjemu je Franček zaupal tudi, da ima resen namen postati duhovnik, da, če Bog tako hoče, je pripravljen darovati svoje mlado življenje na oltar slovenske domovine ter, da ima mirno vest, ker je hotel iz nemške vojske pobegniti k partizanom in se boriti za svobodo domovine. S sojetniki so podali prošnje za pomilostitev. Čeprav je imel le malo upanja na ugodno razrešitev, se je skorajda veselil svojega skorajšnjega snidenja z Bogom. 15. maja je mati od Frančka prejela pismo, v katerem ji sporoča, da bo kmalu usmrčen. Takoj naslednjega dne sta se s Kolednikom peljala v Gradec, kjer pa sta izvedela, da je bila usmrtitev izvršena pretekli petek, 12. maja ob pol desetih zvečer. Mati je obiskala še vojaškega duhovnika Vincenca Heherja, poznejšega župnika v Gröbmingu na Zgornjem Štajerskem, ki je bil navzoč pri usmrtitvi. Ta je leta 1949 pisal Koledniku, da je pred usmrtitvijo vse fante spovedal in obhajal ter jih pripravil na smrt. Za Frančka je rekel, da je bil »ponosen in kar vesel, da sme umreti za svojo slovensko domovino«. Zapisal je: »Tiho in zbrano je stopil na oni prostor, kjer so ga obglavili. Skoraj zahvalil se je za to obsodbo; tako je izgledalo. Mali šop las sem mu moral odrezati za njegovo mater. In te lase, en črni rožni venec in svetinjico Matere božje in podobico z latinskim napisom: Dulce et decorum est pro patria mori [Sladko in krasno je umreti za domovino.] - in še nekaj malenkosti sem osebno izročil njegovi materi dne 15. maja 1944.«
Vojaško sodišče je nato poslalo staršem obvestilo o usmrtitvi, v katerem je bila prepovedana vsaka žalna komemoracija ali osmrtnica. Vsi štirje fantje so bili pokopani na osrednjem pokopališču v Gradcu, tako da se samo približno ve, kje so njihovi grobovi. Franček je bil položen v krsto skupaj s še drugim fantom, ki mu je bilo ime Janž.

## Svetništvo
O njem teče postopek za priznanje svetništva, ki se v Sloveniji vodi kot skupen postopek Slovenskih mučencev 20. stoletja, na Dikasteriju za zadeve svetnikov v Rimu pa se vodi v okviru ločenega postopka mučencev, ki so jih ubili nacisti. Njegov trenutni uradni naziv je Božji služabnik.